# Drapeau de la Lettonie
Le drapeau de la Lettonie représente un champ rouge grenat, de proportions 1:2, traversé en son centre par une laize horizontale blanche.

## Construction
| Couleur | ● Grenat    | ● blanc       |
| ------- | ----------- | ------------- |
| HTML    | #77353D     | #FFFFFF       |
| RVB     | 158, 27, 52 | 255, 255, 255 |
| Pantone | 1807 C      | Blanc         |

## Histoire
Le grenat rappelle les tissus teints de jus de mûre, revêtus par les guerriers lettons au XIIIe siècle.
À partir de 1279, le grenat-blanc-grenat devint le drapeau de la Latvie, une région qui deviendra le foyer national letton. Ce symbole est repris, des siècles plus tard, par les associations étudiantes lettonnes (qui se réunissent en nation lettone à l'Université de Tartu, en Estonie) et lors d'un festival de musique à Rīga en 1873. Selon certaines croyances, il représenterait le sol sous les soldats tombés au combat, leur sang coulant autour d'eux, mais sous eux, la neige restait immaculée, ne tournant pas le dos aux ennemis, aucune blessure ne pouvait saigner.
Ce drapeau est adopté lors de l'indépendance en 1918. Interdit par les Soviétiques à partir de 1940 (occupation de la Lettonie), il redevient autorisé dès 1988 et est officiellement rétabli le 27 février 1990 avec l'indépendance recouvrée.
Les couleurs du drapeau s'approchent de celles du drapeau de l'Autriche.

Drapeau du Duché de Courlande de 1562 à 1795.
Drapeau de la République de Lettonie de 1918 à 1940.
Drapeau de l'Iskolats de 1917 à 1918.
Drapeau de la République soviétique socialiste de Lettonie de 1918 à 1919.
Drapeau de la RSS de Lettonie de 1940 à 1953.
Drapeau de la RSS de Lettonie de 1953 à 1990[2].
Drapeau de la République de Lettonie depuis 1990.

## Variantes du drapeau

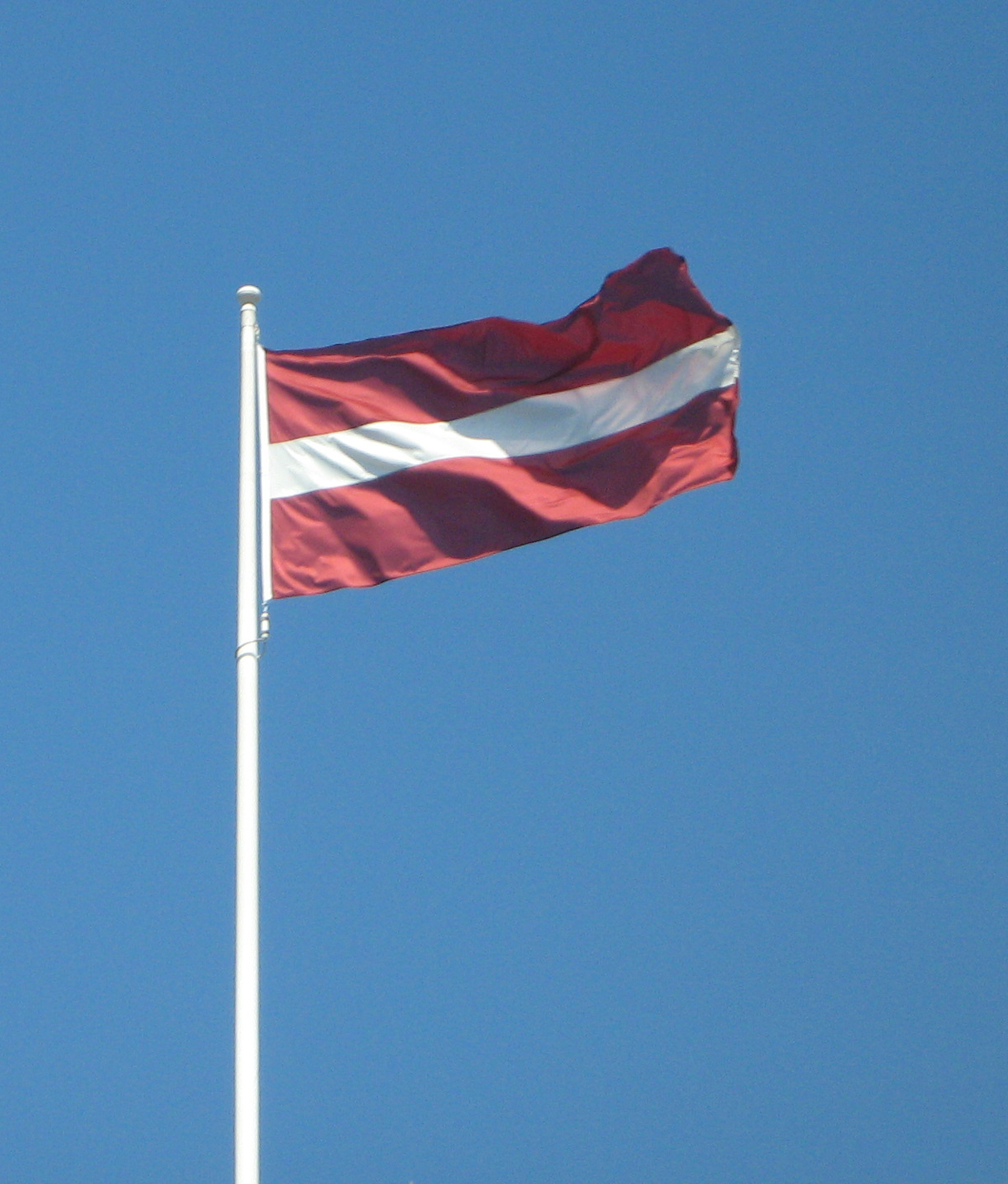
Le drapeau letton flottant au vent.

Pavillon de beaupré
Pavillon naval
Drapeau présidentiel
Drapeau du Premier-ministre
Drapeau du président de la Saeima
Drapeau du ministre de la Défense